# Island i olympiska sommarspelen 1956
Island deltog med två deltagare vid de olympiska sommarspelen 1956 i Melbourne. Totalt vann de en medalj och slutade på trettioförsta plats i medaljligan.

## Medaljer

### Silver
- Vilhjálmur Einarsson - Friidrott, tresteg